# Centro Cultural Teatro Guaíra
O Centro Cultural Teatro Guaíra é uma instituição cultural com auditórios para teatro, dança e espetáculos musicais, com sede na cidade de Curitiba, capital do estado brasileiro do Paraná. É mantido pelo governo do estado. A Orquestra Sinfônica do Paraná, a companhia de dança Balé Teatro Guaíra e o Teatro de Comédia do Paraná (TCP) são algumas das instituições mantidas pelo Centro Cultural Teatro Guaíra. O complexo arquitetônico localizado na Praça Santos Andrade garante ao Teatro Guaíra a sua classificação como um dos maiores da América Latina.

## História

### Primórdios
A história do Teatro Guaíra inicia no século XIX. O imóvel situava-se no local onde hoje está o prédio da Biblioteca Pública do Paraná, na Rua Cândido Lopes, e sua abertura estava marcada para o dia 28 de setembro de 1884, com o nome de Theatro São Theodoro, em homenagem a Theodoro Ébano Pereira, fundador de Curitiba. A inauguração foi cancelada pela eclosão da Revolução Federalista, que utilizou o prédio como prisão política. Somente dezesseis anos mais tarde, em 3 de novembro de 1900, após obras de reforma, ampliação e instalação de iluminação elétrica, o teatro foi finalmente inaugurado, recebendo o nome de Theatro Guayra. As instalações foram redecoradas e ampliadas em 1915. O prefeito Aluízio França ordenou a demolição da edificação em 1937, alegando perigo de desabamento.

### Projeto do novo prédio
Em 1948, durante o governo de Moisés Lupion, foi realizado concurso para escolher um projeto para o novo prédio do teatro. O arquiteto Rubens Meister, com 26 anos à época, ficou classificado em terceiro lugar, sendo que o primeiro e segundo colocados apresentaram projetos clássicos, com estilo semelhante aos dos teatros municipais do Rio de Janeiro e de São Paulo. O governador seguinte, Bento Munhoz da Rocha, acabou optando pelo projeto de Meister, por considerá-lo mais condizente com a sua proposta de modernizar a capital. A localização foi alterada da Praça Rui Barbosa, que deixaria de existir para abrigar o prédio, para uma área maior, de um quarteirão inteiro, situada em uma das faces da Praça Santos Andrade. Sendo assim, o projeto inicial pôde ser ampliado, formando um complexo arquitetônico com três auditórios e todas as dependências necessárias para a produção de peças e espetáculos, com salas de ensaios, ateliê de costura e oficina cenográfica, entre outras dependências.

### Construção do complexo e inauguração do "Guairinha"

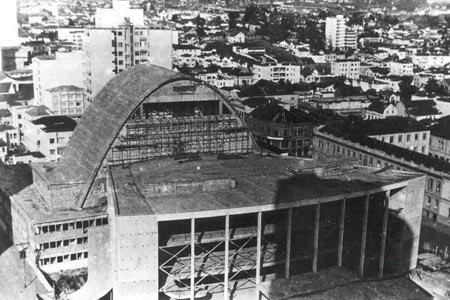
O Teatro Guaíra em construção.

As obras tiveram início em 1952. O "Auditório Salvador de Ferrante", de tamanho médio, conhecido como Guairinha, foi inaugurado em 19 de dezembro de 1954, com a presença do Presidente da República Café Filho. A primeira peça apresentada no auditório foi "Vivendo em Pecado", de Terence Rattigan, da companhia Dulcina, em 25 de fevereiro de 1955.
Com a Lei Estadual n° 73 de 7 de novembro de 1955 o pequeno auditório do Teatro Guaira passou a ser denominado de "Auditório Salvador de Ferrante" em homenagem a Salvador Ferdinando de Ferrante, teatrólogo pioneiro em Curitiba e fundador da Sociedade Teatral Renascença.
As obras do grande auditório seguiram lentamente durante dezesseis anos. Em 25 de abril de 1970, quando a inauguração estava próxima, um incêndio causou graves danos ao prédio, que precisou de mais quatro anos para ficar pronto.

### Inauguração do "Auditório Bento Munhoz da Rocha Netto"
O grande auditório, também conhecido como Guairão, foi inaugurado em 12 de dezembro de 1974, recebendo o nome de "Auditório Bento Munhoz da Rocha Netto", em homenagem ao ex-governador. A peça de estreia foi "Paraná, Terra de Todas as Gentes", de Adherbal Fortes e Paulo Vitola.

### Adendos
O "Auditório Glauco Flores de Sá Brito", conhecido como o miniauditório, foi inaugurado um ano depois do grande auditório, em 1975, sendo reservado principalmente a companhias de teatro paranaenses e espetáculos experimentais e de vanguarda.
O "Teatro José Maria Santos" não faz parte do prédio principal, mas integra o patrimônio do "Centro Cultural Teatro Guaíra". Foi inaugurado em 27 de junho de 1998 e seu nome é uma homenagem ao ex-ator e diretor paranaense José Maria Santos.

### Imagens do Theatro Guayra e o atual Teatro Guaíra
| Antigo Theatro Guayra – primeira década do século XX. Localizava-se na Rua Dr. Muricy. | Antigo Theatro Guayra – Localizado na Rua Dr. Muricy, após grande reforma em meados dos anos de 1910. Este prédio foi demolido em 1937. | Teatro Guaira – prmeira década do século XXI. Pelas vidraças, podem ser vistos os três níveis internos de acesso do público ao grande auditório: platéia, 1º e 2º balcões. |
| -------------------------------------------------------------------------------------- | --- | --- |
|                                                                                        | | |

## Auditórios
- Auditório Bento Munhoz da Rocha Netto, o "Guairão": é o maior auditório do Teatro Guaíra, com capacidade para um público total de 2.173 pessoas (1.156 na plateia, 539 no primeiro balcão e 478 no segundo balcão).

- Auditório Salvador de Ferrante, o "Guairinha": auditório de capacidade média, para 504 pessoas (324 na plateia e 180 no balcão).

- Auditório Glauco Flores de Sá Brito, o "Miniauditório": é o menor auditório, com capacidade para 104 pessoas.

- Teatro José Maria Santos: é um teatro com 177 lugares; não faz parte do complexo da Praça Santos Andrade.